# Нафтохімія
На́фтохі́мія (рос. нефтехимия, англ. petroleum chemistry, нім. Petrolchemie f, Erdölchemie f) — галузь науки, яка займається питаннями хімічної переробки нафти та її компонентів.
Нафтохімія — науковий напрям, пов'язаний з вивченням нафти як природного об'єкта і продуктів її переробки, з розробкою й використанням термічних, каталітичних та інших нових методів перетворення вуглеводнів, з одержанням на основі нафтової сировини різних технічно важливих продуктів.
Основна мета нафтохімії полягає в дослідженні хімічного складу нафт, розробленні методів і процесів одержання з нафти паливно-мастильних матеріалів, функціональних похідних вуглеводнів, розчинників, сировини для хімічної промисловості, зокрема для хімії полімерів, розробленні методів синтезу функціональних похідних вуглеводнів, створенні наукових основ технології нафтохімічних процесів.

## Основні напрямки досліджень
Основні напрямки досліджень:
- хімічний склад нафт (дослідження вуглеводневого складу нафт, конденсатів, нафтобітумінозних порід, вторинних нафт та ін.; дослідження невуглеводневих (гетероатомних, металовмісних та ін.) компонентів нафт; розроблення і вдосконалення методів дослідження, аналізу і поділу нафт і нафтопродуктів).
- хімія взаємоперетворень вуглеводнів (термічні перетворення вуглеводнів (крегінг, піроліз); термокаталітичні перетворення вуглеводнів; первинні і вторинні процеси нафтопереробки; реакції перетворення вуглеводнів із використанням нових методів стимулювання реакцій (біохімія, плазмохімія, радіаційна хімія, фотохімія, лазери та ін.).
- Каталіз складних реакцій вуглеводнів (гетерогенний, металокомплексний каталізи перетворення вуглеводнів; каталітичний

синтез на основі вуглеводнів з метою одержання мономерів, олігомерів, полімерів та ін.; розроблення каталізаторів і каталітичних систем).
- Синтез функціональних похідних вуглеводнів та мономерів (розроблення методів синтезу кисень-, азотовмісних сполук, інших похідних вуглеводнів, що містять галогени, сірку, фосфор, кремній та ін.; розроблення процесів отримання продуктів технічного призначення: присадки до палив і мастил, добавки до полімерів, поверхнево-активні речовини та ін.).
- Наукові основи технології нафтохімічних процесів (кінетика і макрокінетика процесів нафтопереробки і нафтохімії; моделювання й оптимізація технологічних процесів нафтопереробки і нафтохімії; розроблення наукових основ технологічних методів і процесів нафтопереробки і нафтохімії).